# Castillo de Ross
El Castillo de Ross (en inglés: Ross Castle; en gaélico: Caisleán an Rois) es un castillo situado a orillas del lago Leane, dentro del parque nacional de Killarney, perteneciente al condado de Kerry (Irlanda). Fue el castillo del clan O'Donoghue,y posteriormente se asoció con los Brownes de Killarney.
El castillo está gestionado por la Oficina de Obras Públicas de Irlanda y está abierto al público para visitas guiadas en temporada alta.

## Historia
El castillo de Ross fue construido a finales de los años 1400 por el gobernante clan local de los O'Donoghue, aunque la posesión del mismo cambió de manos durante la Rebelión de Desmond de los años 1569-1583. Fue uno de los últimos castillos en rendirse a los parlamentarios partidarios de Oliver Cromwell durante las Guerras confederadas de Irlanda y solo pudo ser tomado cuando la artillería fue transportada en embarcaciones a través del río Laune.

## Descripción
Se trata de una fortaleza típica irlandesa construida durante la Edad Media. La casa-torre tenía garitas cuadradas en las esquinas opuestas diagonalmente y acabada con gruesos muros. Originalmente la torre estaba rodeada por un bawn cuadrangular defendido por torres redondas en las esquinas.
Existe una leyenda por la que O'Donoghue saltó o "fue arrastrado" a través de la ventana del gran salón de la parte más alta del castillo y que desapareció en las aguas del lago con su caballo, su mesa y su biblioteca. Se dice que O'Donoghue vive ahora en un gran palacio en el fondo del lago, desde donde vigila todo lo que ve.
Durante el verano se pueden realizar paseos en barca por el lago desde el castillo de Ross. Algunos de los botes más pequeños permiten visitar la isla de Innisfallen. El castillo se encuentra tanto en la ruta del Anillo de Kerry como en el Kerry Way, rutas pintorescas para realizar en coche y a pie respectivamente.